# ئغمري هارانغي
ئغمري هارانغي (بالمجرية: Harangi Imre)‏ (16 أكتوبر 1913 – 4 فبراير 1979) هو ملاكم مجري راحل، مثّل بلاده في الألعاب الأولمبية الصيفية 1936.

## روابط خارجية
ئغمري هارانغي على موقع أوليمبيديا (الإنجليزية)